# Streptanthus morrisonii
Streptanthus morrisonii är en korsblommig växtart som beskrevs av F.W. Hoffm. Streptanthus morrisonii ingår i släktet Streptanthus och familjen korsblommiga växter. Inga underarter finns listade i Catalogue of Life.